# بیولیو، اورن
بیولیو (به فرانسوی: Beaulieu) یک کمون (فرانسه) در فرانسه است که در اورن واقع شده‌است. بیولیو ۱۸٫۰۶ کیلومتر مربع مساحت دارد ۱۹۶ متر بالاتر از سطح دریا واقع شده‌است.